# Devin Vega
Devin Vega (San Antonio, 11 dicembre 1998) è un ex calciatore statunitense naturalizzato portoricano, di ruolo centrocampista.

## Carriera

### Club
Ha giocato nelle serie minori del campionato statunitense.

### Nazionale
Ha esordito in nazionale il 17 novembre 2019, in occasione della sconfitta per 5-0 contro il Guatemala, valida per la CONCACAF Nations League 2019-2020.
Ha segnato il suo primo gol in nazionale due giorni dopo, nella vittoria per 3-0 su Anguilla, valida per la CONCACAF Nations League 2019-2020.

## Statistiche

### Cronologia presenze e reti in nazionale
| Cronologia completa delle presenze e delle reti in nazionale ― Porto Rico | Cronologia completa delle presenze e delle reti in nazionale ― Porto Rico | Cronologia completa delle presenze e delle reti in nazionale ― Porto Rico | Cronologia completa delle presenze e delle reti in nazionale ― Porto Rico | Cronologia completa delle presenze e delle reti in nazionale ― Porto Rico | Cronologia completa delle presenze e delle reti in nazionale ― Porto Rico | Cronologia completa delle presenze e delle reti in nazionale ― Porto Rico | Cronologia completa delle presenze e delle reti in nazionale ― Porto Rico |
| Data                                                                      | Città                                                                     | In casa                                                                   | Risultato                                                                 | Ospiti                                                                    | Competizione                                                              | Reti                                                                      | Note                                                                      |
| ------------------------------------------------------------------------- | ------------------------------------------------------------------------- | ------------------------------------------------------------------------- | ------------------------------------------------------------------------- | ------------------------------------------------------------------------- | ------------------------------------------------------------------------- | ------------------------------------------------------------------------- | ------------------------------------------------------------------------- |
| 17-11-2019                                                                | Città del Guatemala                                                       | Guatemala                                                                 | 5 – 0                                                                     | Porto Rico                                                                | CONCACAF Nations League 2019-2020 - Fase a gironi                         | -                                                                         |                                                                           |
| 19-11-2019                                                                | Bayamón                                                                   | Porto Rico                                                                | 3 – 0                                                                     | Anguilla                                                                  | CONCACAF Nations League 2019-2020 - Fase a gironi                         | 1                                                                         |                                                                           |
| 19-1-2021                                                                 | Santo Domingo                                                             | Rep. Dominicana                                                           | 0 – 1                                                                     | Porto Rico                                                                | Amichevole                                                                | -                                                                         | 59’ 80’                                                                   |
| 23-1-2021                                                                 | Città del Guatemala                                                       | Guatemala                                                                 | 1 – 0                                                                     | Porto Rico                                                                | Amichevole                                                                | -                                                                         | 64’                                                                       |
| 24-3-2021                                                                 | San Cristóbal                                                             | Saint Kitts e Nevis                                                       | 1 – 0                                                                     | Porto Rico                                                                | Qual. Mondiali 2022                                                       | -                                                                         | 84’                                                                       |
| 28-3-2021                                                                 | Mayagüez                                                                  | Porto Rico                                                                | 1 – 1                                                                     | Trinidad e Tobago                                                         | Qual. Mondiali 2022                                                       | -                                                                         | 87’                                                                       |
| 2-6-2021                                                                  | Mayagüez                                                                  | Porto Rico                                                                | 7 – 0                                                                     | Bahamas                                                                   | Qual. Mondiali 2022                                                       | 1                                                                         | 64’                                                                       |
| 8-6-2021                                                                  | Basseterre                                                                | Guyana                                                                    | 0 – 2                                                                     | Porto Rico                                                                | Qual. Mondiali 2022                                                       | -                                                                         | 87’                                                                       |
| 23-3-2023                                                                 | Tortola                                                                   | Isole Vergini Britanniche                                                 | 1 – 3                                                                     | Porto Rico                                                                | CONCACAF Nations League 2022-2023 - Fase a gironi                         | 1                                                                         | 78’                                                                       |
| 27-3-2023                                                                 | Bayamón                                                                   | Porto Rico                                                                | 5 – 1                                                                     | Isole Cayman                                                              | CONCACAF Nations League 2022-2023 - Fase a gironi                         | -                                                                         | 90’                                                                       |
| 18-6-2023                                                                 | Fort Lauderdale                                                           | Suriname                                                                  | 0 – 0 (3 - 4 dtr)                                                         | Porto Rico                                                                | Qual. Gold Cup 2023                                                       | -                                                                         |                                                                           |
| 21-6-2023                                                                 | Fort Lauderdale                                                           | Martinica                                                                 | 2 – 0                                                                     | Porto Rico                                                                | Qual. Gold Cup 2023                                                       | -                                                                         | 64’                                                                       |
| Totale                                                                    |                                                                           | Presenze                                                                  | 12                                                                        |                                                                           | Reti                                                                      | 3                                                                         |                                                                           |